# Gru 3.
A Gru 3. (eredeti cím: Despicable Me 3) 2017-ben bemutatott egész estés amerikai 3D-s számítógépes animációs filmvígjáték, amely a Gru 2. című animációs film folytatása. Ken Daurio és Cinco Paul írta, a rendezői Kyle Balda és Pierre Coffin, a zeneszerzői Pharrell Williams és Heitor Pereira, a producerei Christopher Meledandri és Janet Healy. A mozifilm a Illumination Entertainment és az Universal Pictures gyártásában készült, az Universal Pictures forgalmazásában jelent meg.
Amerikában 2017. június 14-én, Magyarországon 2017. június 29-én mutatták be a mozikban.

## Cselekmény
Gru a gonosz életmódot végleg otthagyva a bűnüldözés hivatását választotta és Lucyvel együtt titkos akciókban vesznek részt. Legújabb küldetésükben egy 1980-as években ragadt Jacko-imitátorral kerülnek szembe, de az akció balul sül el, a bűnözőt nem sikerül elfogni. Amikor Gru és újdonsült felesége, Lucy képtelenek legyőzni az emberiséget fenyegető legújabb gonosztevőt – az egykori gyerek tévésztárt, aki az 1980-as évek megszállottja, és Balthazar Brattnek hívják -, az új igazgatónő megalázó módon kirúgja őket az Anti Gonosz Ligából.
Ezen túl előkerül Gru ismeretlen ikertestvére, aki szeretné rávenni Grut az újabb bűnözésre, mintegy „családi hagyomány”-ként, mivel őseik is hivatásszerű bűnözők volt. Gru és családja néhány napra hozzá költözik.
A minyonok remélik, hogy Gru megragadja az alkalmat, és visszatér a bűn útjára, de amikor Gru világossá teszi, hogy már visszavonult mindettől, akkor a minyonok felmondanak, és elindulnak a saját fejük után. A minyonok véletlenül egy énekverseny stúdiójába tévednek, ahol a viszonylag jó szereplésük ellenére a rendőrség letartóztatja őket és mindannyian börtönbe kerülnek. Azonban a börtönben arany életük van, a többi rab retteg tőlük. A minyonok innen hamarosan megszöknek egy léghajóval, és Gru segítségére sietnek.

## Szereplők
| Szereplő         | Eredeti hang     | Magyar hang        |
| ---------------- | ---------------- | ------------------ |
| Gru              | Steve Carell     | Scherer Péter      |
| Dru              | Steve Carell     | Scherer Péter      |
| Lucy             | Kristen Wiig     | Nemes Takách Kata  |
| Balthazar Bratt  | Trey Parker      | Makranczi Zalán    |
| Margo            | Miranda Cosgrove | Csifó Dorina       |
| Edit             | Dana Gaier       | Stern Hanna        |
| Agnes            | Nev Scharrel     | Csikos Léda        |
| Minyonok         | Pierre Coffin    | Hamvas Dániel      |
| Múzeumigazgató   | Pierre Coffin    | Ács Norbert        |
| Fritz            | Steve Coogan     | Szacsvay László    |
| Silas Kosülep    | Steve Coogan     | Dunai Tamás        |
| Gru anyja        | Julie Andrews    | Kassai Ilona       |
| Valerie Da Vinci | Jenny Slate      | Bata Éva           |
| Clive, a robot   | Andy Nyman       | Karácsonyi Zoltán  |
| Niko             | Adrian Ciscato   | Berecz Kristóf Uwe |
| Híresség         | Ken Daurio       | Jáksó László       |